# Nos mots d'amour
Albums de Michel Polnareff
Les Premières Années
(1997) Passé présent
(2003)
Nos mots d'amour est une compilation de Michel Polnareff sortie en 1999. 
Elle couvre, par ordre chronologique, la période 1966-1972, et se trouve donc être une synthèse de l'exhaustive compilation Les Premières Années, parue deux ans plus tôt.

## Liste des titres
| 1.  | La Poupée qui fait non                                         |  |
| 2.  | Chère Véronique                                                |  |
| 3.  | Ballade pour toi (ce que je cherche est en toi)                |  |
| 4.  | Love Me, Please Love Me                                        |  |
| 5.  | L'Amour avec toi                                               |  |
| 6.  | Histoire de cœur                                               |  |
| 7.  | Rosée d'amour n'a vu le jour, rosée du jour n'a pas eu d'amour |  |
| 8.  | Âme câline                                                     |  |
| 9.  | Complainte à Michaël                                           |  |
| 10. | Mes regrets                                                    |  |
| 11. | Jour après jour                                                |  |
| 12. | Dame dame                                                      |  |
| 13. | Le Bal des Laze                                                |  |
| 14. | L'Oiseau de nuit                                               |  |

| 1.  | Tout, tout pour ma chérie          |  |
| 2.  | Comme Juliette et Roméo            |  |
| 3.  | Pourquoi faut-il se dire adieu ?   |  |
| 4.  | J'ai du chagrin Marie              |  |
| 5.  | Un train ce soir                   |  |
| 6.  | Allô Georgina                      |  |
| 7.  | Tous les bateaux, tous les oiseaux |  |
| 8.  | Ça n'arrive qu'aux autres          |  |
| 9.  | Petite petite                      |  |
| 10. | Nos mots d'amour                   |  |
| 11. | Qui a tué grand'maman ?            |  |
| 12. | À minuit, à midi                   |  |
| 13. | Holidays                           |  |